# Zásada
Zásada (Duits: Sassadel) is een Tsjechische vlek (městys) in de regio Liberec, en maakt deel uit van het district Jablonec nad Nisou. Zásada telt 939 inwoners (2023).

## Geschiedenis
- 1356 – De eerste schriftelijke vermelding van Zásada.
- 2006 – De gemeente Zásada krijgt (opnieuw) de status vlek.[1]

Albrechtice v Jizerských horách · Bedřichov · Dalešice · Desná · Držkov · Frýdštejn · Harrachov · 
Jablonec nad Nisou · Janov nad Nisou · Jenišovice · Jílové u Držkova · Jiřetín pod Bukovou · Josefův Důl · Koberovy · Kořenov · Líšný · Loužnice · Lučany nad Nisou · Malá Skála · Maršovice · Nová Ves nad Nisou · Pěnčín · Plavy · Pulečný · Radčice · Rádlo · Rychnov u Jablonce nad Nisou · Skuhrov · Smržovka · Tanvald · Velké Hamry · Vlastiboř · Zásada · Zlatá Olešnice · Železný Brod